# Tjerkovna (distrikt i Silistra)
Tjerkovna (bulgariska: Черковна) är ett distrikt i Bulgarien.   Det ligger i kommunen Obsjtina Dulovo och regionen Silistra, i den nordöstra delen av landet, 300 km öster om huvudstaden Sofia.
Trakten runt Tjerkovna består till största delen av jordbruksmark. Runt Tjerkovna är det ganska glesbefolkat, med 36 invånare per kvadratkilometer.